# Sherburn, Durham
Sherburn är en by i civil parish Sherburn Village, i kommunen Durham i grevskapet Durham, i England. Byn är belägen 5 km från Durham. Byn hade 2 802 invånare år 2021.